# 剛果民主共和國金夏沙聖殿
剛果民主共和國金夏沙聖殿是一個在金夏沙，剛果民主共和國的耶穌基督後期聖徒聖殿。當時的教會總會會長多馬·孟蓀會長于2011年10月1日宣布了建造聖殿的意图。

## 歷史
该聖殿与哥倫比亞巴蘭基亞、南非德班、怀俄明州星谷和普若佛市中心的聖殿同时宣布。宣布后，全球聖殿总数增加到 166 座。
2016 年 2 月 12 日举行了奠基仪式，标志着施工开始，由尼爾·安德森長老主持。 2019 年 3 月举行了公众开放日。 
在公共开放日之后，这座聖殿于 2019 年 4 月 14 日由奉献，并用法语进行了奉献祈祷， 它是非洲第四座运营中的聖殿。 
该聖殿为单层建筑，混凝土和填充结构，钢结构上部结构。与教會的大多数其他聖殿不同，这座建筑的顶部没有安放摩羅乃天使的雕像，尽管这座建筑的设计是为了支持以后添加的一座雕像。这座聖殿建在占地2公頃的场地上，与耶穌基督後期聖徒教會拥有的其他现有建筑共享，包括教堂和宗教研究所，后者也用于神学院课程。 